# Cecil Street

Cecil Street (1930) – britischer Kriminalschriftsteller und Armeeoffizier

Cecil John Charles Street (* wohl 1884 in Gibraltar; † wohl Januar 1965) war ein britischer Kriminalschriftsteller und Armeeoffizier.

## Leben
Street begann seine Militärkarriere als Artillerieoffizier der British Army. Im Ersten Weltkrieg wurde er Propagandaoffizier im Rang eines Majors in der Sektion Propaganda und Zensur (MI7) des militärischen Nachrichtendienstes Directorate of Military Intelligence. Nach Kriegsende pendelte er im Irischen Unabhängigkeitskrieg zwischen Dublin und London als Informationsoffizier der britischen Verwaltung in Dublin Castle, wo er eng mit Lionel Curtis zusammenarbeitete. Street wurde mit dem Military Cross und dem Order of the British Empire (OBE) ausgezeichnet.
Ab 1925 verdiente Street seinen Lebensunterhalt als äußerst fruchtbarer Autor von Kriminalromanen.

## Werk
Die erfolgreichsten Werke Streets waren die unter dem Pseudonym John Rhode erschienenen Kriminalromane um den Forensiker Dr. Priestley, der (in der Nachfolge von Arthur Conan Doyles Detektiv Sherlock Holmes) wissenschaftliche Methoden der Kriminologie zur Identifizierung von Tätern verwendet.
Eine weitere populäre Serie Streets waren die unter dem Namen Miles Burton erschienenen Romane um den Amateurdetektiv Desmond Merrion, der mit Inspektor Arnold von Scotland Yard zusammenarbeitet.
Unter dem Namen Cecil Waye veröffentlichte Street vier weitere Kriminalromane mit den Hauptfiguren Christopher und Vivienne Perrin („Perrins, Private Investigators“).

## Rezeption
Der Kriminalschriftsteller und Kritiker Julian Symons rechnete Street 1974 mit seinen klassischen Detektivgeschichten und Whodunit-Handlungen zu einer Gruppe von Kriminalschriftstellern, die er als „humdrum school of detective fiction“ („die Stumpfsinn-Schule der Kriminalliteratur“) bezeichnet und der er jeden künstlerischen Wert absprach.
Jacques Barzun und Wendell Hertig Taylor vertreten in ihrem „Catalogue of Crime“ eine freundlichere Sichtweise und loben einige der Dr.-Priestley-Romane sogar ausdrücklich, auch wenn sie nur einen Bruchteil der zahlreichen Romane besprechen.
Streets Romane sind bei Sammlern britischer Kriminalliteratur sehr gesucht (nicht zuletzt weil seine Bücher längst vergriffen sind); für Erstausgaben werden inzwischen hohe Preise gezahlt.

## Werke

### Werke als John Rhode
Dr.-Priestley-Romane:
- The Paddington Mystery, 1925
- Dr. Priestley's Quest, 1926
- The Ellerby Case, 1927
- The Murders in Praed Street, 1928, Neuauflage: Penguin, 1937
- Tragedy at the Unicorn, 1928
- The House on Tollard Ridge, 1929
- The Davidson Case, 1929 (in den USA als Murder at Bratton Grange)
- Peril at Cranbury Hall, 1930
- Pinehurst, 1930 (in den USA als Dr. Priestley Investigates)
- Tragedy on the Line, 1931
- The Hanging Woman, 1931
- Mystery at Greycombe Farm, 1932 (in den USA als The Fire at Greycombe Farm)
- Dead Men at the Folly, 1932
- The Motor Rally Mystery, 1933 (in den USA als Dr. Priestley Lays a Trap)
- The Claverton Mystery, 1933 (in den USA als The Claverton Affair)
- The Venner Crime, 1933 (Digitalisat[5])
- The Robthorne Mystery, 1934
- Poison for One, 1934
- Shot at Dawn, 1934
- The Corpse in the Car, 1935
- Hendon's First Case, 1935
- Mystery at Olympia, 1935 (in den USA als Murder at the Motor Show)
- Death at Breakfast, 1936
- In Face of the Verdict, 1936 (in den USA als In the Face of the Verdict)
- Death in the Hop Fields, 1937 (in den USA als The Harvest Murder)
- Death on the Board, 1937 (in den USA als Death Sits on the Board)
- Proceed with Caution, 1937 (in den USA als Body Unidentified)
- Invisible Weapons, 1938
- The Bloody Tower, 1938 (in den USA als The Tower of Evil)
- Death Pays a Dividend, 1939
- Death on Sunday, 1939 (in den USA als The Elm Tree Murder)
- Death on the Boat Train, 1940
- Murder at Lilac Cottage, 1940
- Death at the Helm, 1941
- They Watched by Night, 1941 (in den USA als Signal For Death)
- The Fourth Bomb, 1942
- Dead on the Track, 1943
- Men Die at Cyprus Lodge, 1943
- Death Invades the Meeting, 1944
- Vegetable Duck, 1944 (in den USA als Too Many Suspects)
- The Bricklayer's Arms, 1945 (in den USA als Shadow of a Crime)
- The Lake House, 1946 (in den USA als Secret of the Lake House)
- Death in Harley Street, 1946
- Nothing But the Truth, 1947 (in den USA als Experiment in Crime)
- Death of an Author, 1947
- The Paper Bag, 1948 (in den USA als The Links in the Chain)
- Up the Garden Path, 1949 (in den USA als The Fatal Garden)
- The Telephone Call, 1949 (in den USA als Shadow of an Alibi)
- Blackthorn House, 1949
- Family Affairs, 1950 (in den USA als The Last Suspect)
- The Two Graphs, 1950 (in den USA als Double Identities)
- The Secret Meeting, 1951
- Dr. Goodwood's Locum, 1951 (in den USA als The Affair of the Substitute Doctor; deutsch als Dr. Goodwoods Stellvertreter, übersetzt von Hanna Maria Coste, Drei Raben Verlag, Stuttgart 1953 sowie Signum, Gütersloh 1964)
- Death at the Dance, 1952
- Death in Wellington Road, 1952
- Death at the Inn, 1953 (in den USA als The Case of the Forty Thieves)
- By Registered Post, 1953 (in den USA als The Mysterious Suspect)
- Death on the Lawn, 1954
- The Dovebury Murders, 1954
- Death of a Godmother, 1955 (in den USA als Delayed Payment)
- The Domestic Agency, 1955 (in den USA als Grave Matters)
- An Artist Dies, 1956 (in den USA als Death Of An Artist)
- Open Verdict, 1956
- Death of a Bridegroom, 1957
- Robbery With Violence, 1957
- Death Takes a Partner, 1958
- Licensed For Murder, 1958
- Murder at Derivale, 1958
- Three Cousins Die, 1959
- The Fatal Pool, 1960
- Twice Dead, 1960
- The Vanishing Diary, 1961

Weitere Romane:
- A.S.F. – The Story of a Great Conspiracy, 1924 (in den USA als The White Menace; deutsch als A.S.F. – Der Weg ins Traumland, übersetzt von Wilhelm Cremer, Berlin 1925)
- The Double Florin, 1924
- The Alarm, 1925
- Mademoiselle From Armentieres, 1927
- Drop to His Death, 1939 (in den USA als Fatal Descent) – mit Carter Dickson (= John Dickson Carr)
- Night Exercise, 1942 (in den USA als Dead of the Night)

### Werke als Miles Burton
Bis auf The Hardway Diamonds Mystery und Murder at the Moorings kreisen diese Romane um die Figuren Desmond Merrion und Inspector Arnold.
- The Secret of High Eldersham, 1930 (auch The Mystery of High Eldersham)
- The Hardway Diamonds Mystery, 1930
- The Menace on the Downs, 1931
- The Three Crimes, 1931
- Death of Mr. Gantley, 1932
- Murder at the Moorings, 1932
- Fate at the Fair, 1933
- Tragedy at the Thirteenth Hole, 1933
- Death at the Crossroads, 1933
- To Catch A Thief, 1934
- The Charabanc Mystery, 1934
- The Devereux Court Mystery, 1935
- The Milk Churn Murder, 1935 (in den USA als The Clue of the Silver Brush)
- Where is Barbara Prentice?, 1936 (in den USA als The Clue of the Silver Cellar)
- Death in the Tunnel, 1936 (in den USA als Dark Is the Tunnel)
- Murder of a Chemist, 1936
- Death At the Club, 1937 (in den USA als The Clue of the Fourteen Keys)
- Murder in Crown Passage, 1937 (in den USA als The Man with the Tattooed Face)
- Death at Low Tide, 1938
- The Platinum Cat, 1938
- Mr. Babbacombe Dies, 1939
- Death Leaves No Card, 1939
- Mr. Westerby Missing, 1940
- Murder in the Coalhole, 1940 (in den USA als Written in Dust)
- Death Takes a Flat, 1940 (in den USA als Vacancy With Corpse)
- Up The Garden Path, 1941 (in den USA als Death Visits Downspring)
- Death of Two Brothers, 1941
- This Undesirable Residence, 1942 (in den USA als Death at Ash House)
- Dead Stop, 1943
- Murder M.D., 1943 (in den USA als Who Killed the Doctor?)
- Four-Ply Yarn, 1944 (in den USA als The Shadow on the Cliff)
- The Three Corpse Trick, 1944
- Early Morning Murder, 1945 (in den USA als Accidents Do Happen)
- Not A Leg to Stand On, 1945
- The Cat Jumps, 1946
- Situation Vacant, 1946
- Heir to Lucifer, 1947
- A Will in the Way, 1947
- Devil's Reckoning, 1948
- Death in Shallow Water, 1948
- Death Takes the Living, 1949 (in den USA als The Disappearing Parson)
- Look Alive, 1949
- Ground for Suspicion, 1950
- A Village Afraid, 1950
- Beware Your Neighbour, 1951
- Murder Out of School, 1951
- Murder On Duty, 1952
- Heir to Murder, 1953
- Something to Hide, 1953
- Murder in Absence, 1954
- Unwanted Corpse, 1954
- A Crime In Time, 1955
- Murder Unrecognized, 1955
- Death in a Duffle Coat, 1956
- Found Drowned, 1956
- The Chinese Puzzle, 1957
- The Moth-Watch Murder, 1957
- Bones in the Brickfield, 1958
- Death Takes a Detour, 1958
- Return from the Dead, 1959
- A Smell of Smoke, 1950
- Death Paints a Picture, 1960
- Legacy of Death, 1960

### Werke als Cecil Waye
- Murder at Monk's Barn, 1931
- The Figure of Eight, 1931
- The End of the Chase, 1932
- The Prime Minister's Pencil, 1933

### Weitere Werke
- F.O.O (Forward Observation Officer): With the Guns. Eveleigh Nash Company, 1916 (Digitalisat)
- F.O.O (Forward Observation Officer): The making of a gunner, 1916 (Digitalisat)
- F.O.O (Forward Observation Officer): The Worldly Hope. Eveleigh Nash Company, 1917 – ein Kriegsroman
- I.O (Intelligence Officer): The Administration of Ireland, 1920, 1921 (Digitalisat), Nachdruck: Athol Books, 2001
- C. J. C. Street: Ireland in 1921, 1922 (Digitalisat)
- C. J. C. Street: Hungary and Democracy, Fisher Unwin, London 1923 (Digitalisat)
- C. J. C. Street: Rhineland and Ruhr. Couldrey, London 1923
- C. J. C. Street: East of Prague, 1924
- C. J. C. Street: Upper Silesia. An economic tragedy, Athenaeum, ca. 1924
- C. J. C. Street: The Treachery of France, 1924 (deutsch als Die Verräterei Frankreichs, übersetzt von Hans Ernst Müller, Frommann, Jena 1925)
- C. J. C. Street: Lord Reading, 1928
- C. J. C. Street: President Masaryk, 1930, Nachdruck: Ayer Publishing, 1970

Außerdem Übersetzungen, Kurzgeschichten, Zeitschriftenartikel, Radiosendungen und das nicht aufgeführte Kriminalstück Sixpennyworth.